# Grande Humoresque
La Grande Humoresque en si bémol majeur, op. 20, est une pièce romantique pour piano composée par Robert Schumann en 1839 et dédiée à Julie von Webenau. 
Les commentateurs rapprochent l’œuvre du style d'humeur et d'humour de l'écrivain Jean Paul.

## Présentation
Grande Humoresque est le titre complet de l'opus 20 pour piano de Robert Schumann, publié sous le nom d'Humoreske. Par cette indication, la pièce se rattache au genre romantique de l'humoresque, qui selon Schumann recouvre « deux particularités aussi enracinées dans la nationalité allemande que l'exaltation du rêve (das Schwärmerische) et l'humour ».
La partition est écrite en 1839 à la fin d'un séjour à Vienne, en huit jours exaltés, ainsi que le rapporte le compositeur à son épouse Clara Schumann dans une lettre datée du 11 mars 1839 : « J'ai été toute la semaine au piano, composant, écrivant, riant et pleurant tout à la fois. Tu trouveras une bonne description de cet état de choses dans mon opus 20, la Grande Humoresque ».
L’œuvre est dédiée à la pianiste et compositrice viennoise Julie von Webenau née Baroni-Cavalcabò, que Schumann estimait beaucoup.
Guy Sacre considère que c'est une grande fantaisie « d'une quarantaine de pages, apparemment discontinues, mais dont les nombreux points d'orgue, les changements de mètre, de tempo, de tonalité, n'entament pas la continuité (la vérité) psychologique ».
Pour le musicologue Harry Halbreich, « c'est l'humour un peu bizarre, inquiétant et vagabond, de [...] Jean Paul » qui irrigue cette vaste « suite de variations de climat expressif — de Stimmung comme disent les Allemands — dont le lien unificateur est de nature poétique bien plus que musicale ou même esthétique ».

## Structure
L'Humoreske, d'une durée moyenne d'exécution de vingt-six minutes environ, consiste en un mouvement unique mais composé de six sections contrastées :
1. « Einfach », en si bémol majeur
2. « Hastig », en si bémol majeur
3. « Einfach und zart », en sol mineur
4. « Innig », en si bémol majeur
5. « Sehr lebhaft », en si bémol majeur
(« Mit einigem Pomp », de sol mineur à fa majeur)
6. « Zum Beschluss », en si bémol majeur

## Analyse
La première partie, Einfach (« simple »), est une rêverie au lyrisme chantant, en forme d'arche. Dans la deuxième partie, Hastig («précipité »), une troisième portée est consacrée à une voix intérieure, innere Stimme, « filigrane du rêve » selon Marcel Beaufils. La troisième partie, Einfach und zart (« simple et tendre »), de forme ABA, s'ouvre sur une phrase « intensément lyrique ». La quatrième partie, Innig («intime »), est un court rondo, qui s'enchaîne sur un mouvement perpétuel, Sehr lebhaft (« très vite »), épisode qui se termine par une strette brusquement interrompue par une fanfare pompeuse, le passage modulant Mit einigem Pomp. 
Enfin, l'épilogue Zum Beschluss, « vers la fin », est une « tendre méditation mélodique » sous forme de « longue et intrigante coda », qui s'achève « en fanfare, sur de persistants roulements de la basse », par de « grands piliers d'accords de la main droite, en succession chromatique descendante, fouettés de brèves fusées de la main gauche ».